# كيني إدواردز (لاعب دوري الرغبي)
كيني إدواردز (بالإنجليزية: Kenny Edwards)‏ هو لاعب دوري الرغبي نيوزيلندي، ولد في 13 سبتمبر 1989 في Levin, New Zealand ‏ في نيوزيلندا.

## روابط خارجية
- كيني إدواردز على موقع ItsRugby.co.uk (الإنجليزية)